# Чагарники Колорадського плато
Чагарники Колорадського плато (ідентифікатор WWF: NA1304) — неарктичний екорегіон пустель і склерофітних чагарників, розташований на заході США.

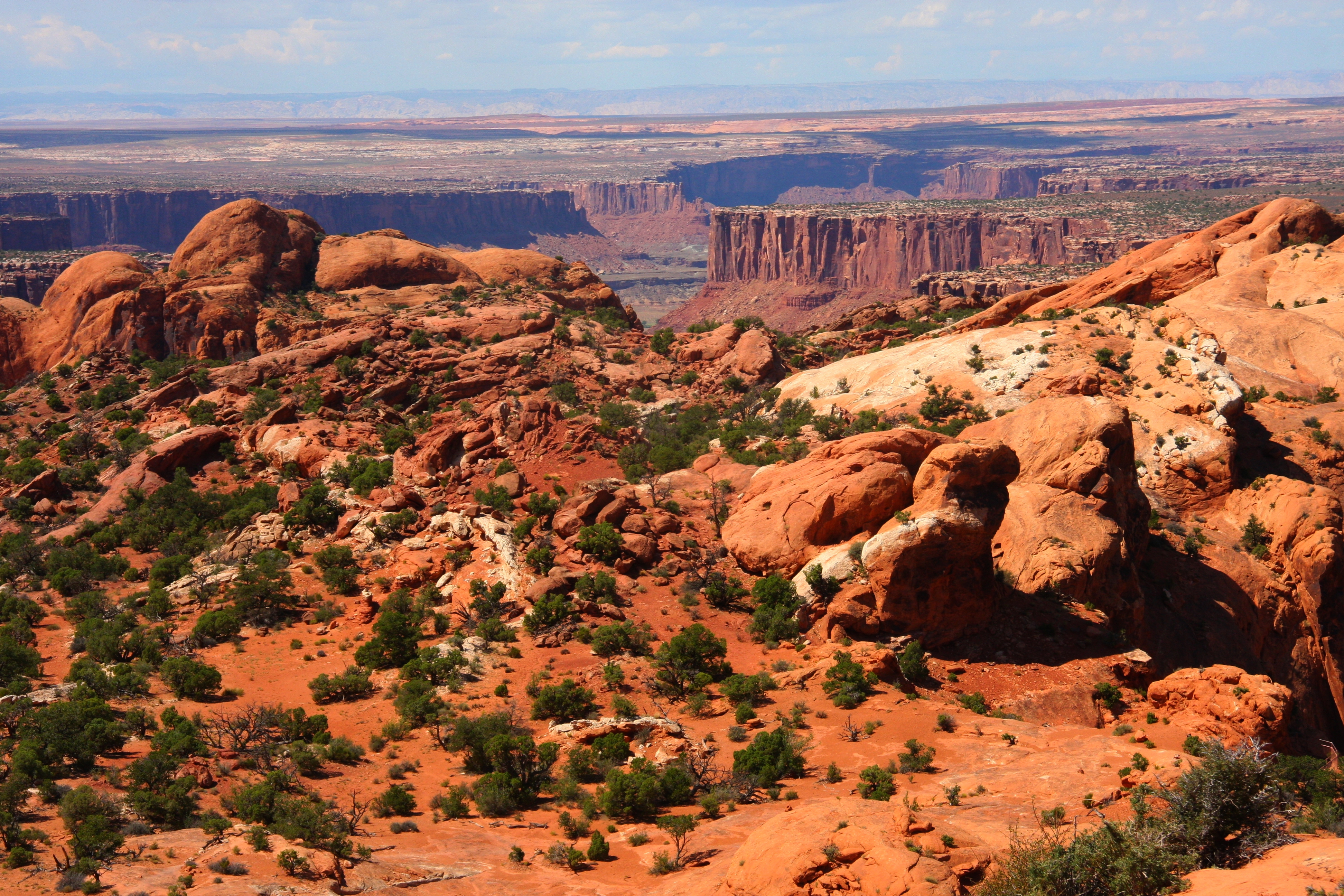
Ландшафт Національного парку Каньйонлендс (Юта)

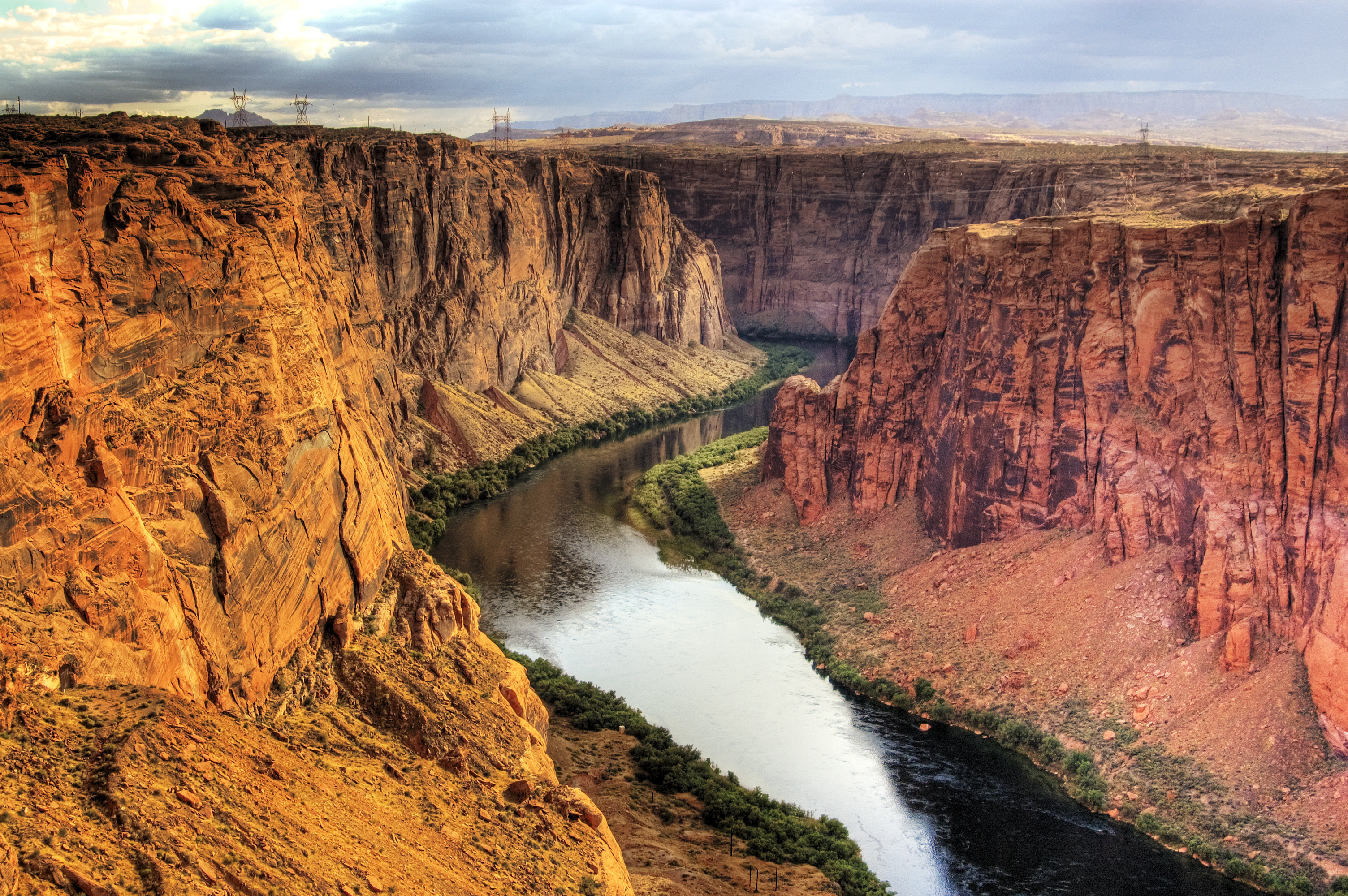
Каньйон Глен (Юта)

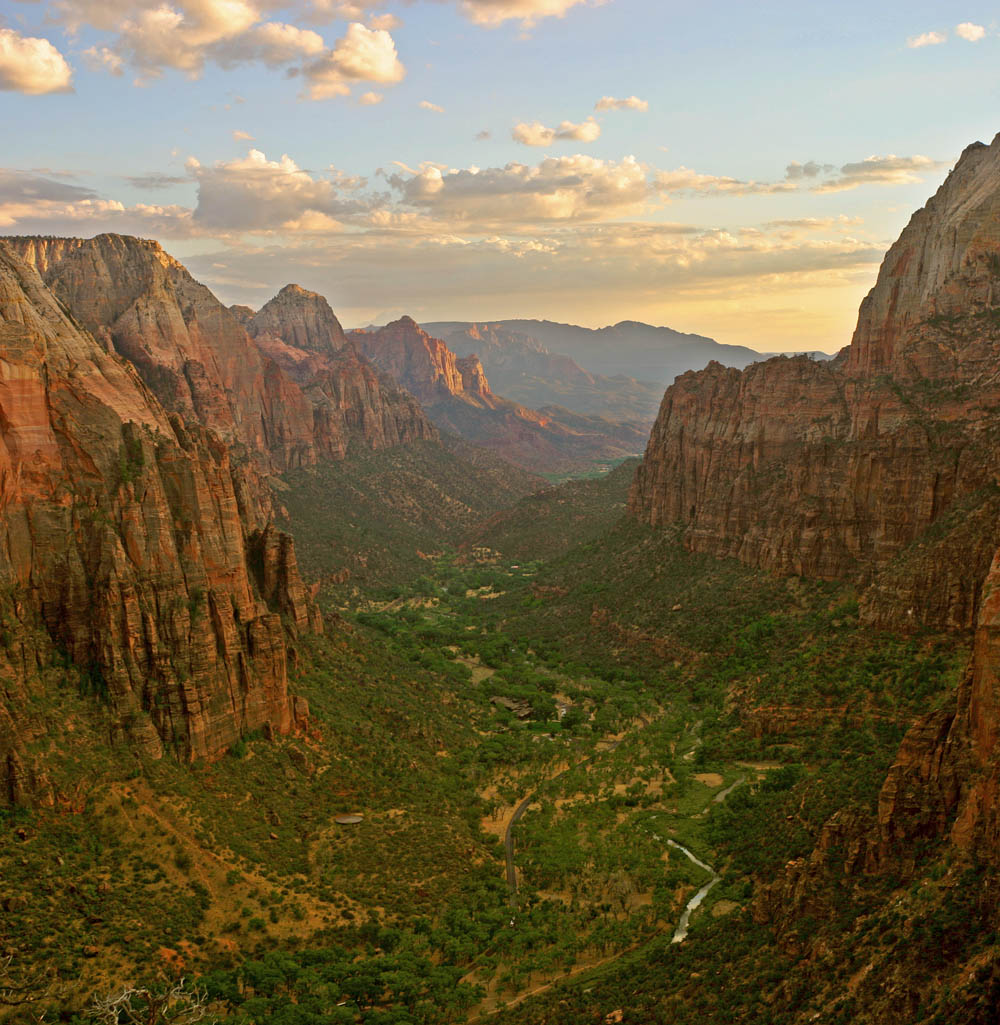
Ландшафт Національного парку Зайон (Юта)

## Географія
Екорегіон чагарників Колорадського плато охоплює плато Колорадо, розташоване на півдні і сході Юти, заході і півдні Колорадо, на півночі Аризони та Нью-Мексико. Завдяки своїм захоплюючим краєвидам та відносній доступності цей регіон є однією з найбільш харизматичних та відомих частин Заходу США, який описують як "країну кольорів та каньйонів".
Плато Колорадо можна описати як піднесене, нахилене на північ блюдце, з усіх боків оточене високогір'ями. Воно є частиною комплексу міжгірських плато, що складають внутрішній пояс Північноамериканських Кордильєр. Ландшафт плато переважно представлений пересіченими плоскогір'ями, основу яких формують осадові породи — пісковики та сланці, однорідні шари яких чергуються між собою, утворюючи монокліналі, а також, меншою мірою, вапняки та мергелі. Шари пісковику протистоять ерозії, тоді як сланці швидко розмиваються. Там, де верхні шари пісковику неушкоджені, утворюються великі плоскогір'я, порізані численними каньйонами зі стрімкими схилами, а там, де ці шари зруйнувалися внаслідок ерозії, від плоскогір'їв залишилися лише невеликі меси (столові гори) та останці. Подекуди в регіоні трапляються плосковершинні інтрузивні лаколіти, які утворюють гірські масиви, що височіють над плоскогір'ями, такі як гори Навахо та Юте. Середня висота Колорадського плато зазвичай перевищує 1500 м над рівнем моря, а в деяких районах вона перевищує 3700 м над рівнем моря. Перепад висот в регіоні є дуже значним і подекуди становить 300-600 м.
Приблизно 90 % екорегіону розташовані в басейні річки Колорадо, яка тече на південний захід та впадає у Каліфорнійську затоку Тихого океану, а невелика частина на південному сході — у басейні Ріо-Гранде, яка тече на південний схід та впадає у Мексиканську затоку Атлантичного океану. Великі річки зі швидкою течією та великим ухилом, які беруть початок у навколишніх горах, порізали Колорадське плато численними каньйонами, з яких найбільш відомим є Великий каньйон, утворений річкою Колорадо. Менші річки, які протікають територією регіону, особливо ті притоки Колорадо, які беруть початок не у навколишніх горах, а на самому плато, здебільшого є сезонними та часто пересихають.
В горах на північному сході екорегіон переходить у ліси Скелястих гір Колорадо, на північному заході — у гірські ліси Восатчу та Юїнти, а на півдні — у гірські ліси Аризони. Ці екорегіони також включають ізольовані гірські масиви, розташовані у внутрішніх районах Колорадського плато, зокрема гори Ла-Саль та Абахо на сході Юти, гори Чуска на кордоні Аризони та Нью-Мексико та гори Зуні в Нью-Мексико. На півночі чагарники Колорадського плато переходять у чагарникові степи Вайомінгського басейну, на південному сході — у пустелю Чіуауа, а на південному заході, у середній течії Колорадо, — у пустелю Мохаве.

## Клімат
В межах екорегіону переважає напівпустельний клімат (BSk за класифікацією кліматів Кеппена) або пустельний клімат (BWk за класифікацією Кеппена). Зима в регіоні доволі холодна, але безморозний період тут набагато довший, ніж у Вайомінгському басейні, де його практично немає. Влітку дні спекотні, а ночі прохолодні. Середньорічна кількість опадів в екорегіоні становить близько 510 мм, але у деяких областях за рік випадає менше 260 мм опадів.

## Флора
Основними рослинними угрупованнями екорегіону є чагарники та рідколісся. В регіоні чітко виражена висотна поясність, однак рослинні угруповання поширені нерівномірно через складний рельєф.
На найнижчих висотах регіону поширені розріджені напівпустельні чагарники, між якими є значні ділянки відкритого ґрунту та каміння. Тут переважають гіллясті чорнощетинники (Coleogyne ramosissima), колючі лутиги (Atriplex confertifolia), сіруваті лутиги (Atriplex canescens) та галлети Джеймса (Hilaria jamesii). На підвищеннях зустрічаються чагарники вайомінгського тризубчастого полину (Artemisia tridentata subsp. wyomingensis) та чорного полину (Artemisia nova). На лужних або солончакових ґрунтах зростають американські солонокущі (Sarcobatus vermiculatus) та чагарники мормонського чаю або ефедри (Ephedra spp.), а у найтепліших районах — кактуси (Cactaceae) та юки (Yucca spp.).
На більших висотах поширені сосново-ялівцеві рідколісся, які займають найбільшу площу серед усіх рослинних угруповань екорегіону. Їх основу складають колорадські сосни (Pinus edulis), ютські яловці (Juniperus osteosperma) та однонасінні яловці (Juniperus monosperma), а також однохвойні сосни (Pinus monophylla subsp. fallax) на заході регіону. У підліску сосново-ялівцевих рідколісь переважають чагарники тризубчастого полину (Artemisia tridentata), гірського хвостоплідника (Cercocarpus montanus), американського білолізника (Krascheninnikovia lanata), змієзілля (Gutierrezia spp.) та ефедри (Ephedra spp.), а також деякі трав'янисті рослини, зокрема індіанська рисова трава (Eriocoma hymenoides), різні види спороболусів (Sporobolus spp) та грами (Bouteloua spp.).
На високих плоскогір'ях регіону поширені гірські рідколісся та ліси. На півночі регіону їх основу складають скручені сосни (Pinus contorta subsp. latifolia) та американські осики (Populus tremuloides), а на півдні — жовті сосни (Pinus ponderosa). Окрім сосен, на найвищих висотах регіону також зустрічаються дуби Гембела (Quercus gambelii), нью-мексиканські робінії (Robinia neomexicana), гірські хвостоплідники (Cercocarpus montanus), різні види костриці (Festuca spp.) та багато інших видів.
У Національному парку Великого Каньйону, розташованому на висоті 2500 м над рівнем моря, зустрічається 1737 видів судинних рослин, 64 види мохів, 195 видів лишайників та 167 видів грибів, які утворюють 129 різних рослинних угруповань. Дослідження викопних рослин показали, що сучасна флора екорегіону склалася приблизно 10-8 тисяч років тому, але деякі види з'явилися в регіоні значно пізніше. Близько 200 видів рослин є ендеміками екорегіону. Серед ендемічних видів, що зустрічаються на плато Колорадо, слід відзначити цикладенію Джонса (Cycladenia humilis var. jonesii), палаючу зірку Шульца (Mentzelia shultziorum), сферомальву Джейн (Sphaeralcea janeae), качинську злинку (Erigeron kachinensis) та ваточник Велша (Asclepias welshii).

## Фауна
Серед поширених в екорегіоні ссавців слід відзначити чорнохвостого оленя (Odocoileus hemionus), гірського вапіті (Cervus canadensis nelsoni), вилорога (Antilocapra americana), пустельного товсторога (Ovis canadensis nelsoni), великовухого зайця (Lepus californicus), пустельного кролика (Sylvilagus audubonii), канадського голкошерста (Erethizon dorsatum), пишнохвостого лісового хом'яка (Neotoma cinerea), мексиканського лісового хом'яка (Neotoma mexicana), лісового хом'яка Стівена (Neotoma stephensi), білогорлого лісового хом'яка (Neotoma albigula), малого бурундука (Neotamias minimus), скельного бурундука (Neotamias dorsalis), колорадського бурундука (Neotamias quadrivittatus), жовточеревого бабака (Marmota flaviventris), скельного ховраха (Otospermophilus variegatus), білохвостого піщаного ховраха (Ammospermophilus leucurus), плямистого ховрашка (Xerospermophilus spilosoma), лучного собачку Ганнісона (Cynomys gunnisoni), гоферчика Ботти (Thomomys bottae), кенгурового стрибуна Орда (Dipodomys ordii), прапорохвостого кенгурового стрибуна (Dipodomys spectabilis), західну врожайницю (Reithrodontomys megalotis), білочереву коникоїдку (Onychomys leucogaster), шовковисту торбомишу (Perognathus flavus), чагарникову мишу (Peromyscus boylii), піньйонову мишу (Peromyscus truei) та каньйонову мишу (Peromyscus crinitus). Ендеміками екорегіону є руді бурундуки (Neotamias rufus).
Серед поширених в регіоні хижаків слід відзначити барибала (Ursus americanus), північноамериканську пуму (Puma concolor couguar), руду рись (Lynx rufus), койота (Canis latrans), звичайну лисицю (Vulpes vulpes), сіру лисицю (Urocyon cinereoargenteus), довговуху лисицю (Vulpes macrotis), американського борсука (Taxidea taxus), смугастого скунса (Mephitis mephitis), західного плямистого скунса (Spilogale gracilis), північноамериканську котофредку (Bassariscus astutus) та звичайного ракуна (Procyon lotor). Рівнинні бізони (Bison bison bison) та вовки (Canis lupus) вимерли в регіоні, однак бізони були пізніше реінтродуковані в заповідниках. У деяких районах Колорадського плато зустрічаються здичавілі коні, відомі як мустанги.
Серед поширених в екорегіоні птахів слід відзначити великого індика (Meleagris gallopavo), північну зенаїду (Zenaida macroura), неоарктичного канюка (Buteo jamaicensis), беркута (Aquila chrysaetos), золотистого декола (Colaptes auratus), фіолетовогорлого колібрі (Archilochus alexandri), каліфорнійську таязуру-подорожника (Geococcyx californianus), блакитну сойку (Gymnorhinus cyanocephalus), сонорську сойку (Aphelocoma woodhouseii), чорноголову сизойку (Cyanocitta stelleri), американського ополовника (Psaltriparus minimus), ялівцеву синицю (Baeolophus ridgwayi), скельного орішця (Salpinctes obsoletus) та каньйонового орішця (Catherpes mexicanus). Влітку тут зустрічаються віргінські анаперо (Chordeiles minor), білогорлі серпокрильці (Aeronautes saxatalis), білолобі ясківки (Petrochelidon pyrrhonota), тирани-крикуни (Tyrannus vociferans), біловусі пісняри-лісовики (Setophaga nigrescens), сірі віреони (Vireo vicinior), зеленохвості тауї (Pipilo chlorurus), білоброві карнатки (Spizella passerina) та потюки (Chondestes grammacus), а взимку — каролінські повзики (Sitta carolinensis), середні блакитники (Sialia currucoides), мандрівні дрозди (Turdus migratorius) та сірі юнко (Junco hyemalis). Майже ендемічними представниками екорегіону є рідкісні колорадські тетеруки (Centrocercus minimus). У 1996 році в районі Великого Каньйону були успішно реінтродуковані каліфорнійські кондори (Gymnogyps californianus), які створили в регіоні стабільну популяцію.
Герпетофауна екорегіону включає плямистобоку ігуану (Uta stansburiana), нагірну парканну ігуану (Sceloporus tristichus), ошийникову пустельну ігуану (Crotaphytus collaris), велику короткорогу фриносому (Phrynosoma hernandesi), західного батогохвоста (Aspidoscelis tigris), смугастого батогохвоста (Aspidoscelis velox), пайського батогохвоста (Aspidoscelis pai), гоферову змію (Pituophis catenifer) та прерієвого гримучника (Crotalus viridis).

## Збереження
Близько 65 % території екорегіону є практично незайманими. Основними загрозами для збереження природи регіону є надмірний випас худоби, видобуток корисних копалин, зокрема вугілля та урану та поширення інвазивних видів рослин. Будівництво греблі Глен-Каньйон на річці Колорадо та утворення водосховища Пауелл призвело до каскаду екологічних проблем як униз, та і вверх за течією.
Оцінка 2017 року показала, що 33 203 км², або 12 % екорегіону, є заповідними територіями. Природоохоронні території включають: Національний парк Великого Каньйону, Національний парк Меса-Верде, Національний парк Великих Піщаних Дюн, Національний парк Арки, Національний парк Чорного каньйону Ганнісона, Національний парк Каньйонлендс, Національний парк Капітол-Риф, Національний парк каньйону Брайс, Національний парк Зайон, Національний парк Скам'янілого лісу, Парк Долини Монументів, Національний природний заповідник Севільєта, Національну пам'ятку Великих Сходів-Ескаланте, Національну пам'ятку Динозаврів, Національну пам'ятку Гранд-Каньйон-Парашант, Національну заповідну зону Ель-Мальпаїс та Національну заповідну зону Домінгес-Ескаланте. У 1979 році Національний парк Великого Каньйону був внесений до списку Світової спадщини ЮНЕСКО.